# Aethiomastacembelus ellipsifer
Aethiomastacembelus ellipsifer là một loài cá chạch sông. Đây là loài đặc hữu của hồ Tanganyika và có thể nuôi được.

## Miêu tả
Cá chạch A. ellipsifer thường có chiều dài 45 xentimét (18 in). Chúng có màu nâu be xem với các đốm tròn màu nâu đen. Vây lưng rất cứng. Đây là loài đặc hữu của hồ Tanganyika và có thể được tìm thấy dọc theo bờ hồ. Nó cũng có thể phân bố ở các vùng nước giữa. Chúng thích các môi trường nước có cát, đá hoặc bùn đáy. Môi trường sống của chúng là nước ngọt gần đáy. Loài này ăn các loài cá nhỏ trong tự nhiên và hoạt động vào ban đêm. Con người đánh bắt loài này làm thực phẩm và cá kiểng. Loài này được xếp vào danh sách rất ít quan tâm của sách Đỏ.